# Canal Moraleda
Le canal Moraleda (en espagnol : Canal Moraleda) est une étendue d'eau séparant l'archipel de Chonos de la terre ferme (Chili). Au sud  de l'embouchure du fjord Aísen, le canal Moraleda se divise en deux bras, l'embranchement orientale, appelé canal Costa, est le principal. Plus au sud, le nom change et il devient l'Estero Elefantes (estuaire Elefantes), qui se termine dans le golfe du même nom. Le canal coule le long de la faille géologique Liquiñe-Ofqui.